# Нясиярви
Нясиярви (на фински: Näsijärvii) е 16-о по големина езеро във Финландия (провинция Западна Финландия). Площ 256,57 km², обем 3,49 km³, средна дълбочина 13,7 m, максимална 65,6 m.

## Географско характеристика
Езерото Нясиярви е разположено в югозападната част на Финландия, в провинция Западна Финландия. Заема обширно удължено от север на юг понижение с ледниково-тектонски произход, с дължина 44 km и максимална ширина от запад на изток 14 km. Има силно разчленена, висока и залесена брегова линия с дължина 805,8 km с множество заливи, полуострови и острови, като най-големите са Исо-Отава, Ейянсари, Иса-Лепясало, Мурайнен и др. Дели се на три сравнително обособени водни басейна: Нясиселкя (на юг), Кольонселкя (в средата) и Ванкавеси (на север), като с последния се свързва чрез протока Вуонтелсалми. Подхранва се от няколко малки реки, най-голяма от които е Тюетенийоки, вливаща се в басейна Ванкавеси. Оттича се на юг чрез късата 945 m река Тамеркоски (протича през град Тампере) в езерото Пюхяярви, което е разположено на 18 m по-ниско от Нясиярви и река Тамеркоски образува впечатляващ 18-метров водопад в града.
Водосборният басейн на Нясиярви е с площ 7672 km². Разположено е на 95,4 m н.в., като колебанията на водното му ниво през годината са незначителни и плавни, с малко по-високо ниво през лятото. По този начин годишният му отток е почти постоянен и с малки отклонения, тъй като при изтичането на река Тамеркоски е изградена преградна стена. Замръзва през декември, а се размразява през април.

## Стопанско значение, селища
Езерото е важна туристическа дестинация през зимата, когато е замръзнало и през лятото за отдих и лагеруване. По бреговете му са изградени множество почивни, спортни и туристически бази. Има туристическо корабоплаване. На южния бу бряг е раз полен град Тампере, а на северия – град Куру.